# Хетеросексизъм
Хетеросексизмът е идеологическа или мирогледна система, която отрича, клевети и заклеймява всяка нехетеросексуална форма на поведение, идентичност, връзка или общество. Тя проповядва предразсъдъци спрямо хомосексуалните и бисексуалните или всяка група, която не е крайно хетеросексуална. Подобен е терминът сексуален предразсъдък – негативна нагласа спрямо даден човек, заради неговата или нейната сексуална ориентация. Терминът не е синоним на хомофобия и представлява по-скоро неумишлена дискриминация на не-хетеросексуалните поради културни предразсъдъци, като тези, принадлежащи на авраамическите религии. „Хетеросексизъм“ предполага, че проблемът на предубеждението не е индивидуален, а по-скоро културен недостатък, предизвикващ негативно отношение към не-хетеросексуалните.
Според други определения хетеросексизмът е вяра в становището, че единственото естествено, нормално или морално сексуално поведение е хетеросексуалното, като терминът се използва и за ефекта от тази културна идеология. Терминът „хетеросексуализъм“ е предлаган като синонимна форма. Хетеросексизъм е термин, предлаган като заместител на хомофобия, тъй като използва структура, паралелна на сексизма и расизма.
Хетеросексизмът не бива да се бърка с хетероцентризма, който представлява (често подсъзнателно) презумпцията, че всички хора са хетеросексуални. Хетероцентризмът непреднамерено се е превърнал в част от ежедневието. Като пример за това може да послужи фактът, че някои хетеросексуални наричат себе си „нормални“. Друг пример за хетероцентризъм е случаят, в който жена казва, че има среща, а естественият ответен въпрос на много хора е „Как му е името?“ или „Сладък ли е?“, подхождайки с презумпцията, че срещата е хетеросексуална. Въпреки това казалият го може да няма нищо против еднополовите интимни срещи. Това в голяма степен е обвързано със социално наложените полови роли при оформянето на сексуалността (вж. Социални аспекти на сексуалността).